# Музей пейзажа
«Музей пейзажа» в Плёсе находится в доме  купцов Грошевых — Подгорновых, объекте культурного наследия, и является отделом Плёсского музея-заповедника. Кроме временных выставок, экспозицию составляют картины передвижников, друзей Левитана, участников «Союза русских художников», советских и современных российских живописцев.
Большой кирпичный дом был построен в начале XIX века А. Зубаревым. Двухэтажное прямоугольное здание выходит главным фасадом на улицу Луначарского — набережную. На противоположной Волге стороне дома есть низкий третий этаж. Особо параден выступающим ризалитом центр второго этажа главного фасада, где между 6 пилястрами с каннелюрами находятся 5 арочных окон (остальные окна здания — прямоугольные). Между прочими окнами второго этажа выступают лопатки. Ризалит первого, менее парадного этажа рустирован. По периметру здания протянут антаблемент с дентикулами, над которым — сильно вынесенный карниз и вальмовая крыша.
В конце XIX века здание принадлежало купцам Грошеву и Подгорнову. Левитан изобразил этот дом на картине «Вечер. Золотой Плёс». Левитан и его спутница Софья Кувшинникова оказали влияние на жизнь купцов, когда побудили молодую жену Ксенофонта Грошева Анну, не удовлетворённую бытом в семье старообрядцев, покинуть мужа и город. Писатель Северцев-Полилов позже превратил этот эпизод в сюжет повести «Развиватели», где фактически обвинил художников в том, что те, спровоцировав девушку на побег, затем бросили её. При СССР в здании располагалась средняя школа, «Музей пейзажа» был открыт в нём в 1997 году.

## Авторы произведений музея
- Аладжалов, Мануил Христофорович
- Бакшеев, Василий Николаевич
- Бобровский, Григорий Михайлович
- Боголюбов, Алексей Петрович
- Бродская, Лидия Исааковна
- Бритов, Ким Николаевич
- Виноградов, Сергей Арсеньевич
- Дубовской, Николай Никанорович
- Жуковский, Станислав Юлианович
- Киселёв, Александр Александрович
- Клодт, Николай Александрович
- Корин, Алексей Михайлович
- Крымов, Николай Петрович
- Куприянов, Михаил Васильевич
- Маковская, Александра Егоровна
- Максимов, Константин Мефодьевич
- Переплётчиков, Василий Васильевич
- Петровичев, Пётр Иванович
- Поленов, Василий Дмитриевич
- Саврасов, Алексей Кондратьевич
- Светославский, Сергей Иванович
- Сергеев, Николай Александрович
- Творожников, Иван Иванович
- Фёдоров, Вячеслав Андреевич
- Чуйков, Семён Афанасьевич
- Шишкин, Иван Иванович
- Ярошенко, Николай Александрович

## Избранные работы

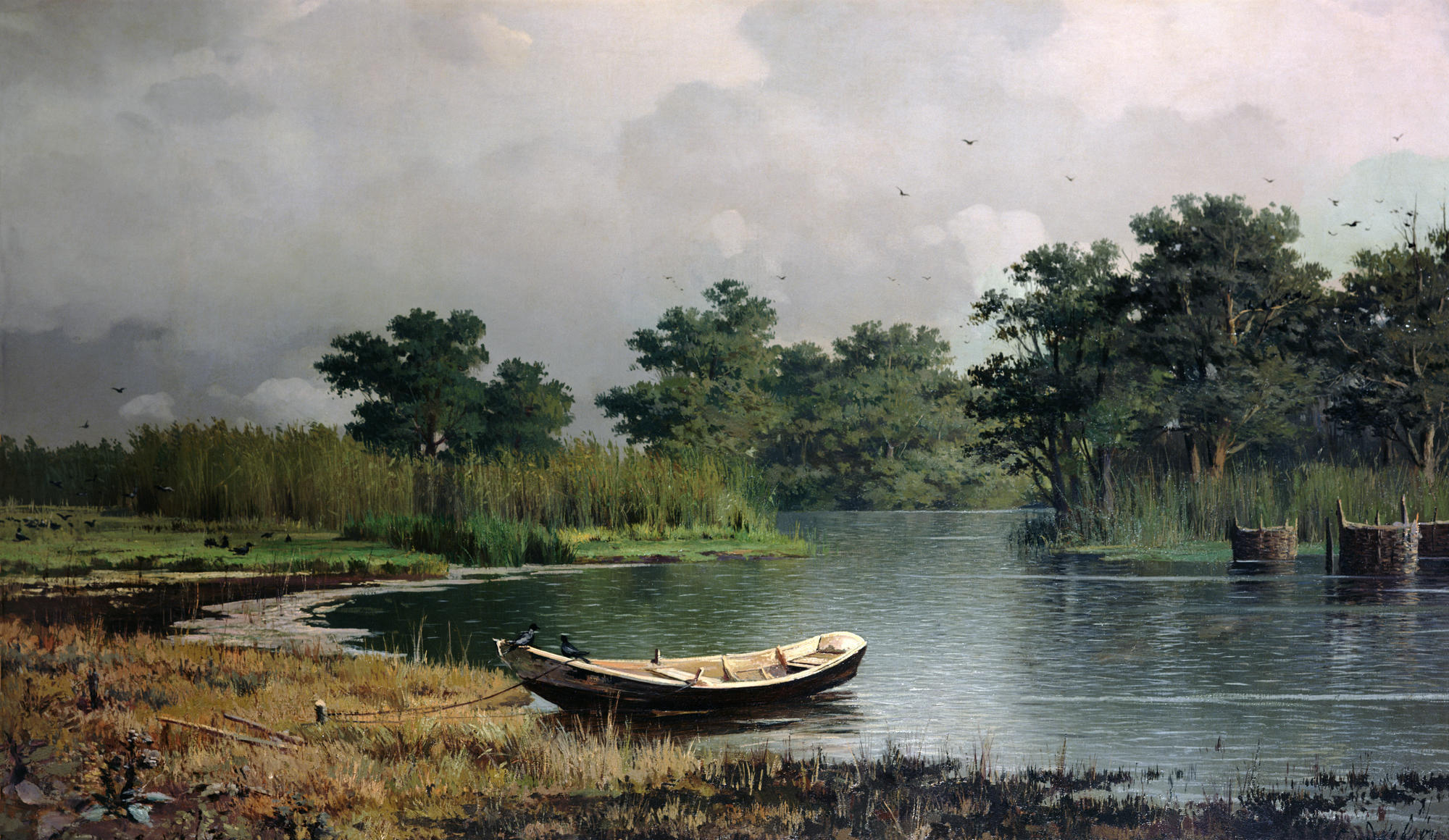
Судковский, Руфин Гаврилович. «Берег реки. Лодка», 1881
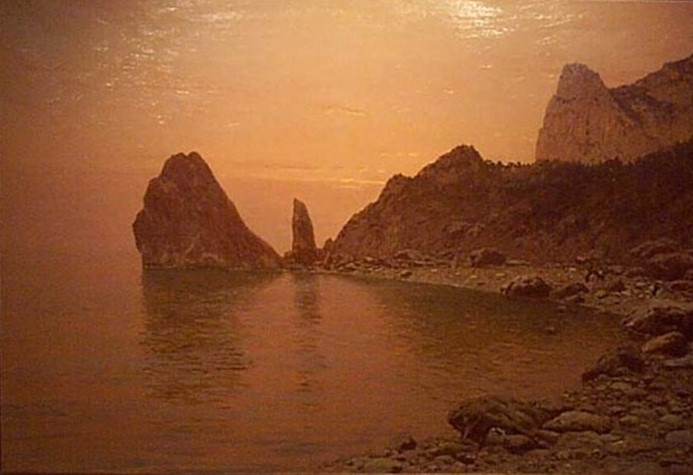
Дубовской, Николай Никанорович. «Морской пейзаж (В окрестностях Алупки)», 1897
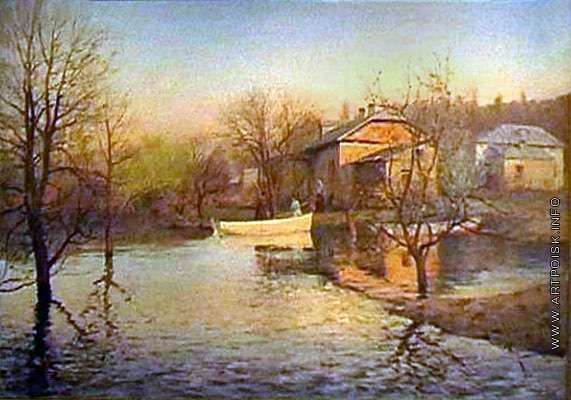
Светославский, Сергей Иванович. «Половодье», 1900-е
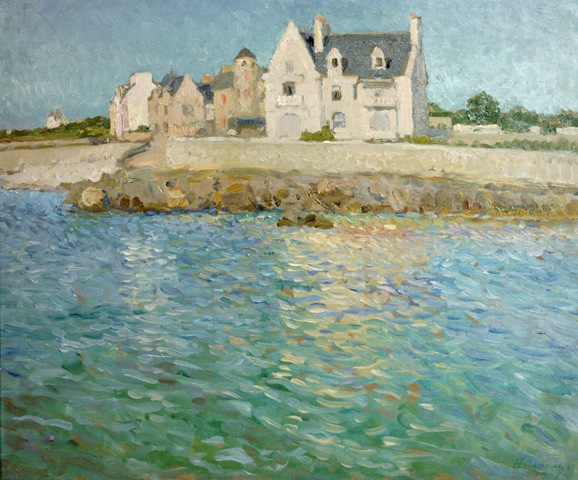
Клодт, Николай Александрович. «Виллы», 1909